# Albumy numer jeden w roku 1948 (USA)
Lista najlepiej sprzedających się albumów w Stanach Zjednoczonych w 1948 tworzona przez magazyn Billboard.

## Historia notowania
| Data publikacji | Album                              | Artysta                  |
| --------------- | ---------------------------------- | ------------------------ |
| 3 stycznia      | Merry Christmas                    | Bing Crosby              |
| 10 stycznia     | Al Jolson Souvenir Album           | Al Jolson                |
| 17 stycznia     | Glenn Miller Masterpieces Vol. II  | Glenn Miller z orkiestrą |
| 24 stycznia     | Dorothy Shay Goes To Town          | Dorothy Shay             |
| 31 stycznia     | Glenn Miller Masterpieces Vol. II  | Glenn Miller z orkiestrą |
| 7 lutego        | Glenn Miller Masterpieces Vol. II  | Glenn Miller z orkiestrą |
| 14 lutego       | Glenn Miller Masterpieces Vol. II  | Glenn Miller z orkiestrą |
| 21 lutego       | Glenn Miller Masterpieces Vol. II  | Glenn Miller z orkiestrą |
| 28 lutego       | A Sentimental Date With Perry      | Perry Como               |
| 6 marca         | A Sentimental Date With Perry      | Perry Como               |
| 13 marca        | A Sentimental Date With Perry      | Perry Como               |
| 20 marca        | St. Patrick's Day                  | Bing Crosby              |
| 27 marca        | St. Patrick's Day                  | Bing Crosby              |
| 3 kwietnia      | Down Memory Lane                   | Vaughn Monroe            |
| 10 kwietnia     | Down Memory Lane                   | Vaughn Monroe            |
| 17 kwietnia     | Down Memory Lane                   | Vaughn Monroe            |
| 24 kwietnia     | Down Memory Lane                   | Vaughn Monroe            |
| 1 maja          | Down Memory Lane                   | Vaughn Monroe            |
| 8 maja          | Down Memory Lane                   | Vaughn Monroe            |
| 15 maja         | Busy Fingers                       | The Three Suns           |
| 22 maja         | Songs of Our Times - 1932          | Carmen Cavallaro         |
| 29 maja         | A Presentation of Progressive Jazz | Stan Kenton              |
| 5 czerwca       | A Presentation of Progressive Jazz | Stan Kenton              |
| 12 czerwca      | A Presentation of Progressive Jazz | Stan Kenton              |
| 19 czerwca      | A Presentation of Progressive Jazz | Stan Kenton              |
| 26 czerwca      | A Presentation of Progressive Jazz | Stan Kenton              |
| 3 lipca         | A Presentation of Progressive Jazz | Stan Kenton              |
| 10 lipca        | A Presentation of Progressive Jazz | Stan Kenton              |
| 17 lipca        | A Presentation of Progressive Jazz | Stan Kenton              |
| 24 lipca        | Al Jolson Volume III               | Al Jolson                |
| 31 lipca        | Al Jolson Volume III               | Al Jolson                |
| 7 sierpnia      | Al Jolson Volume III               | Al Jolson                |
| 14 sierpnia     | Al Jolson Volume III               | Al Jolson                |
| 21 sierpnia     | Al Jolson Volume III               | Al Jolson                |
| 28 sierpnia     | Al Jolson Volume III               | Al Jolson                |
| 4 września      | Al Jolson Volume III               | Al Jolson                |
| 11 września     | Al Jolson Volume III               | Al Jolson                |
| 18 września     | Al Jolson Volume III               | Al Jolson                |
| 25 września     | Al Jolson Volume III               | Al Jolson                |
| 2 października  | Al Jolson Volume III               | Al Jolson                |
| 9 października  | Al Jolson Volume III               | Al Jolson                |
| 16 października | Theme Songs                        | Różni Artyści            |
| 23 października | Al Jolson Volume III               | Al Jolson                |
| 30 października | Al Jolson Volume III               | Al Jolson                |
| 6 listopada     | Theme Songs                        | Różni Artyści            |
| 13 listopada    | Theme Songs                        | Różni Artyści            |
| 20 listopada    | Merry Christmas                    | Bing Crosby              |
| 27 listopada    | Merry Christmas                    | Bing Crosby              |
| 4 grudnia       | Merry Christmas                    | Bing Crosby              |
| 11 grudnia      | Merry Christmas                    | Bing Crosby              |
| 18 grudnia      | Merry Christmas                    | Bing Crosby              |
| 25 grudnia      | Merry Christmas                    | Bing Crosby              |